# جنگ داخلی وا
جنگ داخلی وا (به ژاپنی: 倭国大乱، wakoku tairan)، دوره آشوب و جنگ در ژاپن (وا (ژاپن)) در اواخر دوره یایویی (قرن دوم میلادی) باستان بود. این قدیمی‌ترین جنگ در ژاپن است که به صورت مکتوب مستند شده است. صلح در حدود سال ۱۸۰ برقرار شد، زمانی که ملکه هیمیکو (پیمیکو) یاماتای کنترل منطقه را به دست گرفت.